# Morti nel 1972/Gennaio
| Questa pagina contiene informazioni ricavate automaticamente dalle voci biografiche con l'ausilio del template Bio e di un bot. L'aggiornamento è periodico e automatico e ricostruisce completamente la pagina. Se manca una persona in questa lista, sei pregato di non aggiungerla, ma accertati piuttosto che la sua voce biografica contenga il template Bio e che i dati anagrafici siano correttamente compilati. Se il template Bio manca, inseriscilo tu stesso o, in alternativa, metti l'avviso {{tmp\|Bio}} che ne segnala la mancanza. Se i dati riportati sono sbagliati, correggi direttamente la voce biografica; le modifiche saranno visibili in questa lista entro pochi giorni. Per chiarimenti vedi il progetto biografie. La lista contiene solo le 96 persone che sono citate nell'enciclopedia e per le quali è stato implementato correttamente il template Bio. Pagina aggiornata al 3 mar 2024. |

- 1º gennaio - Massimo V, arcivescovo ortodosso greco (n. 1897)
- 1º gennaio - Saro Arcidiacono, attore italiano (n. 1886)
- 1º gennaio - Maurice Chevalier, attore e cantante francese (n. 1888)
- 1º gennaio - Guglielmo Inglese, attore italiano (n. 1892)
- 1º gennaio - Pietro Linari, ciclista su strada e pistard italiano (n. 1896)
- 1º gennaio - Gaston Quiribet, regista, direttore della fotografia e sceneggiatore francese (n. 1888)
- 1º gennaio - Marcelo Rodríguez, rugbista a 15 argentino (n. 1953)
- 2 gennaio - Lillian Moller Gilbreth, ingegnera, dirigente d'azienda e psicologa statunitense (n. 1878)
- 2 gennaio - Mauro Scoccimarro, politico e partigiano italiano (n. 1895)
- 2 gennaio - James White, militare e aviatore canadese (n. 1893)
- 3 gennaio - Frans Masereel, pittore e illustratore belga (n. 1889)
- 3 gennaio - Elisabeth Schiemann, genetista e botanica tedesca (n. 1881)
- 4 gennaio - Emilio Schuberth, stilista italiano (n. 1904)
- 4 gennaio - Gerald Wellesley, VII duca di Wellington, nobile, militare e diplomatico inglese (n. 1885)
- 5 gennaio - Ferdinando Caioli, giornalista, poeta e critico letterario italiano (n. 1898)
- 5 gennaio - Carlo Leopoldo Conighi, architetto italiano (n. 1884)
- 5 gennaio - Gérard Devos, calciatore belga (n. 1903)
- 5 gennaio - Konstantinos Nikolopoulos, schermidore e politico greco (n. 1890)
- 6 gennaio - Giovanni Falck, imprenditore e ingegnere italiano (n. 1900)
- 6 gennaio - Massimo Oberti, velista italiano (n. 1901)
- 6 gennaio - B.S. Pully, comico e attore statunitense (n. 1910)
- 7 gennaio - John Berryman, poeta statunitense (n. 1914)
- 7 gennaio - Emma P. Carr, chimica e insegnante statunitense (n. 1880)
- 7 gennaio - Jacques Mangers, vescovo cattolico lussemburghese (n. 1889)
- 7 gennaio - Giovanni Titta Rosa, scrittore e critico letterario italiano (n. 1891)
- 8 gennaio - Olive Ann Alcorn, attrice, modella e ballerina statunitense (n. 1900)
- 8 gennaio - Alfred Gehri, commediografo, sceneggiatore e regista svizzero (n. 1895)
- 8 gennaio - Paul Nettl, critico musicale e musicologo austro-ungarico (n. 1889)
- 8 gennaio - Wesley Ruggles, regista statunitense (n. 1889)
- 8 gennaio - Ján Ursíny, politico e pastore protestante slovacco (n. 1896)
- 9 gennaio - Ted Shawn, coreografo e ballerino statunitense (n. 1891)
- 10 gennaio - Ugo Guarienti, imprenditore, politico e antifascista italiano (n. 1874)
- 11 gennaio - Salvatore Bindi, calciatore italiano (n. 1909)
- 11 gennaio - Ettore Cattaneo, aviatore e dentista italiano (n. 1898)
- 11 gennaio - Padraic Colum, poeta, romanziere e drammaturgo irlandese (n. 1881)
- 11 gennaio - Henry Healless, calciatore inglese (n. 1893)
- 11 gennaio - Alphonse Van Mele, ginnasta belga (n. 1891)
- 11 gennaio - Eduardo Propper de Callejón, diplomatico spagnolo (n. 1895)
- 11 gennaio - Francis Wormald, paleografo e storico dell'arte inglese (n. 1904)
- 12 gennaio - Edmund Bieri, calciatore svizzero (n. 1889)
- 12 gennaio - František Čáp, regista e sceneggiatore cecoslovacco (n. 1913)
- 13 gennaio - Friedrich Hüffmeier, ammiraglio tedesco (n. 1898)
- 13 gennaio - Giulio Zanninovich, calciatore italiano (n. 1905)
- 14 gennaio - Horst Assmy, calciatore tedesco orientale (n. 1933)
- 14 gennaio - Federico IX di Danimarca, re danese (n. 1899)
- 15 gennaio - Aristide Isotta, insegnante e scrittore svizzero (n. 1908)
- 15 gennaio - Oddo Marinelli, avvocato, politico e giornalista italiano (n. 1888)
- 15 gennaio - Miela Reina, artista e pittrice italiana (n. 1935)
- 16 gennaio - Ross Bagdasarian, pianista, attore e musicista statunitense (n. 1919)
- 16 gennaio - Giuseppe Dardanelli, politico e avvocato italiano (n. 1890)
- 16 gennaio - Lewis W. Physioc, effettista e direttore della fotografia statunitense (n. 1879)
- 16 gennaio - Nicolas Rashevsky, matematico russo (n. 1899)
- 16 gennaio - Enrico Tamanini, politico italiano (n. 1883)
- 16 gennaio - Irène Tunc, modella e attrice francese (n. 1934)
- 17 gennaio - Mario Baffico, regista e sceneggiatore italiano (n. 1907)
- 17 gennaio - Emilia Gubitosi, pianista, direttrice di coro e compositrice italiana (n. 1887)
- 17 gennaio - Rochelle Hudson, attrice statunitense (n. 1916)
- 17 gennaio - Betty Smith, scrittrice statunitense (n. 1896)
- 18 gennaio - Will Burtin, designer tedesco (n. 1908)
- 18 gennaio - Ghitta Carell, fotografa ungherese (n. 1899)
- 18 gennaio - Nicola Chiaromonte, saggista e critico teatrale italiano (n. 1905)
- 18 gennaio - Vittorio Ghidetti, politico, partigiano e sindacalista italiano (n. 1892)
- 18 gennaio - George Mitchell, attore statunitense (n. 1905)
- 18 gennaio - Renato Vernizzi, pittore italiano (n. 1904)
- 19 gennaio - Michael Rabin, violinista statunitense (n. 1936)
- 20 gennaio - Jean Casadesus, pianista francese (n. 1927)
- 20 gennaio - Willie MacFadyen, calciatore e allenatore di calcio scozzese (n. 1904)
- 20 gennaio - Renato Navarrini, attore italiano (n. 1892)
- 22 gennaio - Miguel Gustavo, giornalista, conduttore radiofonico e compositore brasiliano (n. 1922)
- 22 gennaio - Martin Unrein, generale tedesco (n. 1901)
- 23 gennaio - Erich Lachmann, militare tedesco (n. 1909)
- 24 gennaio - Gene Austin, cantante statunitense (n. 1900)
- 24 gennaio - Gyula Bóbis, lottatore ungherese (n. 1909)
- 24 gennaio - Jerome Cowan, attore statunitense (n. 1897)
- 24 gennaio - Khalid III bin Muhammad al-Qasimi, sovrano emiratino (n. 1927)
- 25 gennaio - Carl Hayden, politico statunitense (n. 1877)
- 25 gennaio - Howard Rosario Marraro, storico italiano (n. 1897)
- 25 gennaio - Erhard Milch, generale tedesco (n. 1892)
- 26 gennaio - Gualtiero Benardelli, ufficiale, esploratore e diplomatico italiano (n. 1904)
- 26 gennaio - Santino Caramella, filosofo e storico della filosofia italiano (n. 1902)
- 26 gennaio - Esther Carena, attrice e costumista tedesca (n. 1898)
- 27 gennaio - Richard Courant, matematico tedesco (n. 1888)
- 27 gennaio - Mahalia Jackson, cantante statunitense (n. 1911)
- 27 gennaio - Georg Köhler, calciatore tedesco (n. 1900)
- 28 gennaio - Dino Buzzati, scrittore, giornalista e pittore italiano (n. 1906)
- 28 gennaio - Aleksej Nikančikov, schermidore sovietico (n. 1940)
- 28 gennaio - Boris Zajcev, poeta russo (n. 1881)
- 28 gennaio - Carolina Matilde di Schleswig-Holstein-Sonderburg-Glücksburg, principessa tedesca (n. 1894)
- 29 gennaio - Giuseppe Filippini, politico e antifascista italiano (n. 1879)
- 29 gennaio - Margherita Grandi, soprano italiana (n. 1892)
- 29 gennaio - Gino Morici, pittore, decoratore e scenografo italiano (n. 1901)
- 30 gennaio - Beatrice Mills, nobile statunitense (n. 1883)
- 30 gennaio - Pavel Roman, danzatore su ghiaccio cecoslovacco (n. 1943)
- 31 gennaio - Mahendra del Nepal, re nepalese (n. 1920)
- 31 gennaio - Ernests Blanks, scrittore e editorialista lettone (n. 1894)
- 31 gennaio - Matvej Vasil'evič Zacharov, generale sovietico (n. 1898)